# إرنست جوردن
إرنست جوردن (بالألمانية: Ernst Jordan)‏ (18 مايو 1883 ألمانيا ألمانيا - 1 يناير 1948) هو لاعب كرة قدم ألماني سابق كان يلعب كمدافع.

## روابط خارجية
- إرنست جوردن على موقع قاعدة بيانات كرة القدم.إي يو (الإنجليزية)
- إرنست جوردن على موقع ناشيونال فوتبول تيمز (الإنجليزية)
- إرنست جوردن على موقع عالم كرة القدم.نت (الإنجليزية)